# Paralcidion bilineatum
Paralcidion bilineatum är en skalbaggsart som beskrevs av Gilmour 1957. Paralcidion bilineatum ingår i släktet Paralcidion och familjen långhorningar.
Artens utbredningsområde är Venezuela. Inga underarter finns listade i Catalogue of Life.